# Murina aurata
Murina aurata är en fladdermusart som beskrevs av Milne-Edwards 1872. Murina aurata ingår i släktet Murina och familjen läderlappar. IUCN kategoriserar arten globalt som livskraftig. Inga underarter finns listade i Catalogue of Life.
Denna fladdermus når en kroppslängd (huvud och bål) av 33 till 35 mm, en svanslängd av 29 till 31 mm och den har 28 till 32 mm långa underarmar. Bakfötterna är 7 till 8 mm långa och öronen är 10 till 12 mm stora. Liksom andra släktmedlemmar har arten rörformiga näsborrar som är lite utåt riktade. Dessutom kännetecknas huvudet av korta avrundade öron. Håren som bildar ovansidans päls är svartgråa nära roten och guldfärgad vid spetsen. Undersidans hår är likaså svartgråa med vitaktiga spetsar. Den första premolaren i överkäken är betydlig mindre än den andra premolaren.
Arten förekommer med flera från varandra skilda populationer i södra Asien, från Nepal österut och från centrala Kina söderut. Den lever i bergstrakter mellan 2000 och 4150 meter över havet. Habitatet utgörs av skogar samt av landskap som är en mosaik av trädgrupper och odlingsmark. Individerna vilar gömda i växtligheten. De flyger nära marken under jakten.